# Nemzeti Bajnokság I 2022-23
La Nemzeti Bajnokság I 2022-23 es la 121.ª temporada de la Primera División de Hungría. El nombre oficial de la liga es OTP Bank Liga por razones de patrocinio. El torneo comienza el 29 de julio de 2022 y finaliza el 28 de mayo de 2023.
El club Ferencvaros de la ciudad de Budapest es el campeón defensor, tras conseguir la temporada pasada su trigesimotercera liga de su historia y la cuarta consecutiva.

## Sistema de competición
Los doce equipos participantes jugaran entre sí todos contra todos tres veces totalizando 33 partidos cada uno, al término de la jornada 33 el primer clasificado se coronara campeón y obtendrá un cupo para la Primera ronda de la Liga de Campeones 2023-24, el segundo y tercer clasificado obtendrán un cupo para la Primera ronda de la Liga Europa Conferencia 2023-24 y los dos últimos clasificados descenderán a la Nemzeti Bajnokság II 2023-24.
Un tercer cupo para la Primera ronda de la Liga Europa Conferencia 2023-24 será asignado al campeón de la Copa de Hungría 2022-23.

## Ascensos y descensos
Al término de la temporada 2021-22, descendieron el MTK Budapest y el Gyirmót FC Győr, y ascendieron de la Nemzeti Bajnokság II el campeón Vasas de Budapest que vuelve después de cuatro temporadas tras descender en la temporada 2017-18 y el subcampeón Kecskeméti TE que vuelve tras perder la licencia profesional en la temporada 2014-15.
| Pos. | Descendidos de la Nemzeti Bajnokság I 2021-22 |
| ---- | --------------------------------------------- |
| 11.º | MTK Budapest                                  |
| 12.º | Gyirmót FC Győr                               |

| Pos. | Ascendidos de la Nemzeti Bajnokság II 2021-22 |
| ---- | --------------------------------------------- |
| 1.º  | Vasas SC                                      |
| 2.º  | Kecskeméti TE                                 |

## Información de los equipos
| Club               | Ciudad                 | Estadio                    | Capacidad |
| ------------------ | ---------------------- | -------------------------- | --------- |
| Debreceni VSC      | Debrecen               | Nagyerdei Stadion          | 20,340    |
| Fehérvár FC        | Székesfehérvár         | MOL Aréna Sóstó            | 14,144    |
| Ferencvárosi TC    | Budapest (Ferencváros) | Groupama Aréna             | 22,043    |
| Budapest Honvéd FC | Budapest (Kispest)     | Bozsik Aréna               | 8,000     |
| Kecskeméti TE      | Kecskemét              | Széktói Stadion            | 6,300     |
| Kisvárda FC        | Kisvárda               | Várkerti Stadion           | 2,993     |
| Mezőkövesdi SE     | Mezőkövesd             | Mezőkövesdi Városi Stadion | 4,183     |
| Puskás Akadémia FC | Felcsút                | Pancho Aréna               | 3,816     |
| Paksi FC           | Paks                   | Fehérvári úti Stadion      | 6,150     |
| Újpest FC          | Budapest (Újpest)      | Estadio Ferenc Szusza      | 12,670    |
| Vasas Budapest SC  | Budapest               | Estadio Rudolf Illovszky   | 5,145     |
| Zalaegerszegi TE   | Zalaegerszeg           | ZTE Aréna                  | 11,200    |

## Clasificación
| Pos. | Equipo              | Pts. | PJ | G  | E  | P  | GF | GC | Dif. | Clasificación 2023–24                                     |
| ---- | ------------------- | ---- | -- | -- | -- | -- | -- | -- | ---- | --------------------------------------------------------- |
| 1    | Ferencvárosi (C)    | 63   | 33 | 19 | 6  | 8  | 62 | 33 | +29  | Primera fase clasificatoria de la Liga de Campeones       |
| 2    | Kecskeméti          | 57   | 33 | 15 | 12 | 6  | 48 | 32 | +16  | Segunda fase clasificatoria de la Liga Europa Conferencia |
| 3    | Debreceni           | 54   | 33 | 15 | 9  | 9  | 52 | 39 | +13  | Segunda fase clasificatoria de la Liga Europa Conferencia |
| 4    | Puskás Akadémia     | 53   | 33 | 14 | 11 | 8  | 48 | 42 | +6   |                                                           |
| 5    | Paksi               | 49   | 33 | 14 | 7  | 12 | 57 | 57 | 0    |                                                           |
| 6    | Kisvárda            | 43   | 33 | 10 | 13 | 10 | 43 | 49 | −6   |                                                           |
| 7    | Mezőkövesdi         | 42   | 33 | 11 | 9  | 13 | 40 | 43 | −3   |                                                           |
| 8    | Újpest              | 41   | 33 | 11 | 8  | 14 | 42 | 55 | −13  |                                                           |
| 9    | Zalaegerszegi       | 39   | 33 | 10 | 9  | 14 | 37 | 43 | −6   | Segunda fase clasificatoria de la Liga Europa Conferencia |
| 10   | Fehérvár            | 35   | 33 | 8  | 11 | 14 | 38 | 43 | −5   |                                                           |
| 11   | Budapest Honvéd (D) | 33   | 33 | 8  | 9  | 16 | 34 | 51 | −17  | Descenso a NB II                                          |
| 12   | Vasas (D)           | 26   | 33 | 4  | 14 | 15 | 29 | 43 | −14  | Descenso a NB II                                          |

Actualizado a los partidos jugados el 28 de mayo de 2023.
 Fuente: Soccerway
Criterios de clasificación: • Puntos • Partidos ganados • Diferencia de gol • Goles marcados • Puntos directos • Diferencia de gol directa • Goles marcados de visita directos • Ranking juego limpio • Sorteo.
Notas:
1. ↑  Zalaegerszegi clasificó a la Segunda fase de la Liga Europa Conferencia por ser el campeón de la Copa de Hungría 2022-23